# آشر كيدي
آشر كيدي (بالإنجليزية: Asher Keddie)‏ (من مواليد 31 يوليو 1974) ممثلة أسترالية. بدأت حياتها المهنية في المسلسل التلفزيوني خمسة ميل كريك في منتصف الثمانينيات، وحصلت على اعتراف واسع بدورها في مسلسل ذرية الذي نال استحسان النقاد. أدت رصيدها الكبير في التلفزيون إلى أن يطلق عليها اسم «الفتاة الذهبية للتليفزيون الأسترالي». لعبت كيدي أيضًا أدوارًا صغيرة في فيلم رجال-إكس الأصول: وولفرين ، في دور الدكتورة كارول فروست إلى جانب العمل التلفزيوني والسينمائي، لديها العديد من الاعتمادات المسرحية، بما في ذلك إنتاج شركة مسرح ملبورن من العلاقات الخطرة في دور مدام دي تورفيل.

## روابط خارجية
- آشر كيدي على موقع IMDb (الإنجليزية)
- آشر كيدي على موقع قاعدة بيانات الفيلم (الإنجليزية)